# Rhodacarus agrestis
Rhodacarus agrestis är en spindeldjursart som beskrevs av Wolfgang Karg 1971. Rhodacarus agrestis ingår i släktet Rhodacarus och familjen Rhodacaridae. Inga underarter finns listade i Catalogue of Life.